# Condyle latéral du fémur
Le condyle latéral du fémur est la projection osseuse latérale de l'extrémité inférieure du fémur. Il s'articule avec le condyle latéral du tibia.

## Description
Le condyle latéral du fémur a globalement une forme d'une portion d'ovoïde avec son grand axe orienté d'avant en arrière.
Il est séparé du condyle médial du fémur par la fosse intercondylaire.
Il présente trois faces :
- une face inférieure,
- une face postérieure,
- une face latérale.

Les faces inférieure et postérieure sont recouvertes de cartilage.formant une surface articulaire répondant à celles de la patella et du tibia. La surface articulaire est constituée à l'avant de la surface patellaire du fémur et à l'arrière de la surface condylienne proprement dite. Elles sont séparées par une rainure.
La face latérale présente une tubérosité saillante dans sa partie moyenne : l'épicondyle latéral du fémur sur lequel s'insèrent le chef latéral du muscle gastrocnémien et le ligament collatéral fibulaire. Au-dessous et en arrière de la tubérosité, une dépression allongée, le sillon poplité ou fossette du poplité, sert d'insertion au muscle poplité.
Le condyle latéral est plus large et descend moins bas que le condyle médial.

## Aspect clinique
La lésion la plus fréquente du condyle fémoral latéral est une fracture ostéochondrale associée à une luxation rotulienne. La fracture ostéochondrale survient sur la partie portante du condyle latéral. En règle générale, le condyle se fracture et la rotule peut se disloquer à la suite d'un impact sévère due à des activités telles que le ski alpin et le parachutisme.
La chirurgie est généralement utilisée pour réparer une fracture ostéochondrale.